# Hessingkorsett

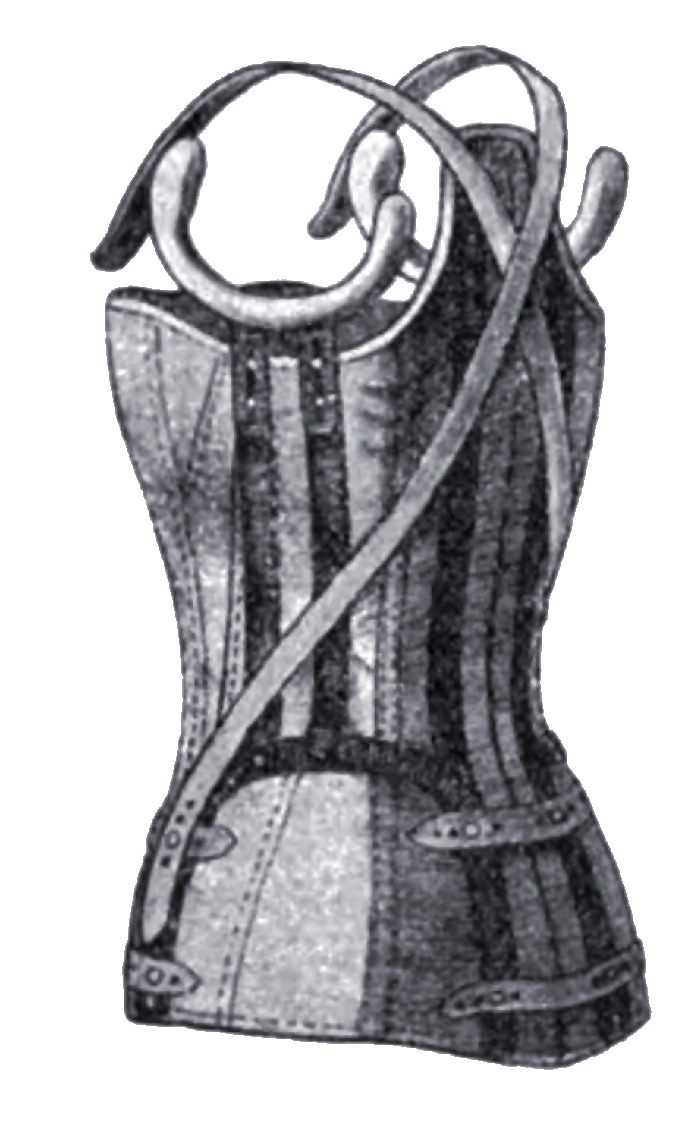
Drellcorsette von Hessing

Das Hessingkorsett ist ein orthopädisches Korsett, das im 19. Jahrhundert von Friedrich Hessing entwickelt wurde. Es ist auf einem Beckenkammbügel aufgebaut und besteht aus gepolsterten Stahlschienen, die durch Hals- und Armstützen ergänzt werden können. Das Korsett wurde zur Korrektur von Wirbelsäulendeformitäten (vgl. Kyphose, Skoliose) eingesetzt. 
Der Literat Max Brod beschrieb seine Kyphoseerkrankung und die persönlichen Erfahrungen mit der Korsettbehandlung seiner Kindheit in einem autobiographischen Roman.

## Quelle
- Deutsche Orthopädische Gesellschaft (Hrsg.): Zeitschrift für orthopädische Chirurgie einschließlich der Heilgymnastik und Massage, Bd. 6 (1899), S. 27ff. (Albert Hoffa)